# 梅江区
24°18′00″N 116°07′00″E / 24.30000°N 116.11667°E
梅江区是中国广东省东北部、梅州市中部的市辖区，是梅州市党政机关所在地，也是梅州市政治、经济、文化、交通中心，与梅县区并称「梅城」，历史上曾是中央苏区之一，區政府駐仲元东路51号。
梅江区东临梅县区城东镇、丙村镇和大埔县银江镇；南与丰顺县大龙华镇、龙岗镇和梅县区梅南镇交界；西连梅县区程江镇、扶大镇和大坪镇，北接梅县区石扇镇，中部隔梅江与梅县区新城办相望。

## 建制沿革
南朝齐（公元479－502年），废海阳县置程乡县。南汉乾和三年（公元945年）于程乡设敬州，领程乡一县。北宋开宝四年（971年）改称梅州。明代撤梅州复设程乡县。清雍正十一年（1733年）升为嘉应直隶州。
民国元年（1912年）撤州改设梅县。1949年后设梅城镇，属梅县。
1978年12月，梅城镇从梅县分出设立梅州市，隶属梅县地区管辖。1983年6月，梅县和梅州市合并，初称梅州市，同年9月改称梅县市。1988年1月，广东省开始实行市管县体制，梅县地区改名为梅州市；同年3月，梅县市建置撤销，原梅县市的行政区分设为梅县和县级梅江区。
梅江区由原梅县市城区的5个办事处（金山、东山、黄塘、五洲、江南）和城郊5个乡镇（城北、东郊、西郊乡和长沙、三角镇）组建而成，为梅州市直辖县级区；1989年，黄塘办事处改名为城西办事处。1998年，按省政府规定，撤销管理区办事处，设立村民委员会。全区5个农村乡镇共计60个管理区办事处统一改设为60个村民委员会。1999年，经省政府批准，撤销城北乡、东郊乡、西郊乡建制，设立城北镇、东郊镇、西郊镇。2002年7月，经省政府批准，梅江区部分镇、办行政区划进行调整，撤销东山街道办事处、东郊镇并将其行政区域并入金山街道办事处，撤销西郊镇、城西街道办事处并设立西郊街道办事处，撤销五洲街道办事处并将其行政区域并入城北镇，调整后，梅江区辖长沙、三角和城北3个镇和金山、西郊、江南3个街道办事处，下辖54个村民委员会和38个社区居民委员会。
2012年9月23日，经省人民政府同意，省民政厅印发《广东省民政厅关于同意梅县西阳镇划归梅州市梅江区管辖的批复》，将梅县西阳镇划归梅州市梅江区管辖。 

## 行政区划
梅江区下辖3个街道办事处、4个镇：
江南街道、金山街道、西郊街道、三角镇、长沙镇、城北镇和西阳镇。

## 地理
梅江区地理位置靠近北回归线，东近太平洋，气候温和，阳光充足，属亚热带季风气候区，受山区地形之影响，具有夏长冬短、雨量充沛且集中等低纬气候特点。有冷热悬殊，气流闭塞，易变旱涝灾害地形小气候突出等山区气候特点。四季宜耕宜牧，偶有奇热和严寒。主要灾害天气有：春季低温阴雨、倒春寒，5～6月间的台风雨，秋季寒露风和冬季霜冻等。水资源充足，有大小型水库30多座，库容2187.5万立方米。

### 矿产
梅江区矿产资源主要有煤炭，石灰石，稀土，铅锌矿，花岗岩等，主要分布在城北和长沙镇。

## 人口
至2016年，全区常住人口42.16万人，年末总人口（户籍人口）35.52万人，其中，男性17.91万人，女性17.61万人。
根據第七次全国人口普查數據，截至2020年11月1日零時，常住人口為435616人。
梅江区居民以客家人为主。当地通行客家语梅县话。

## 经济

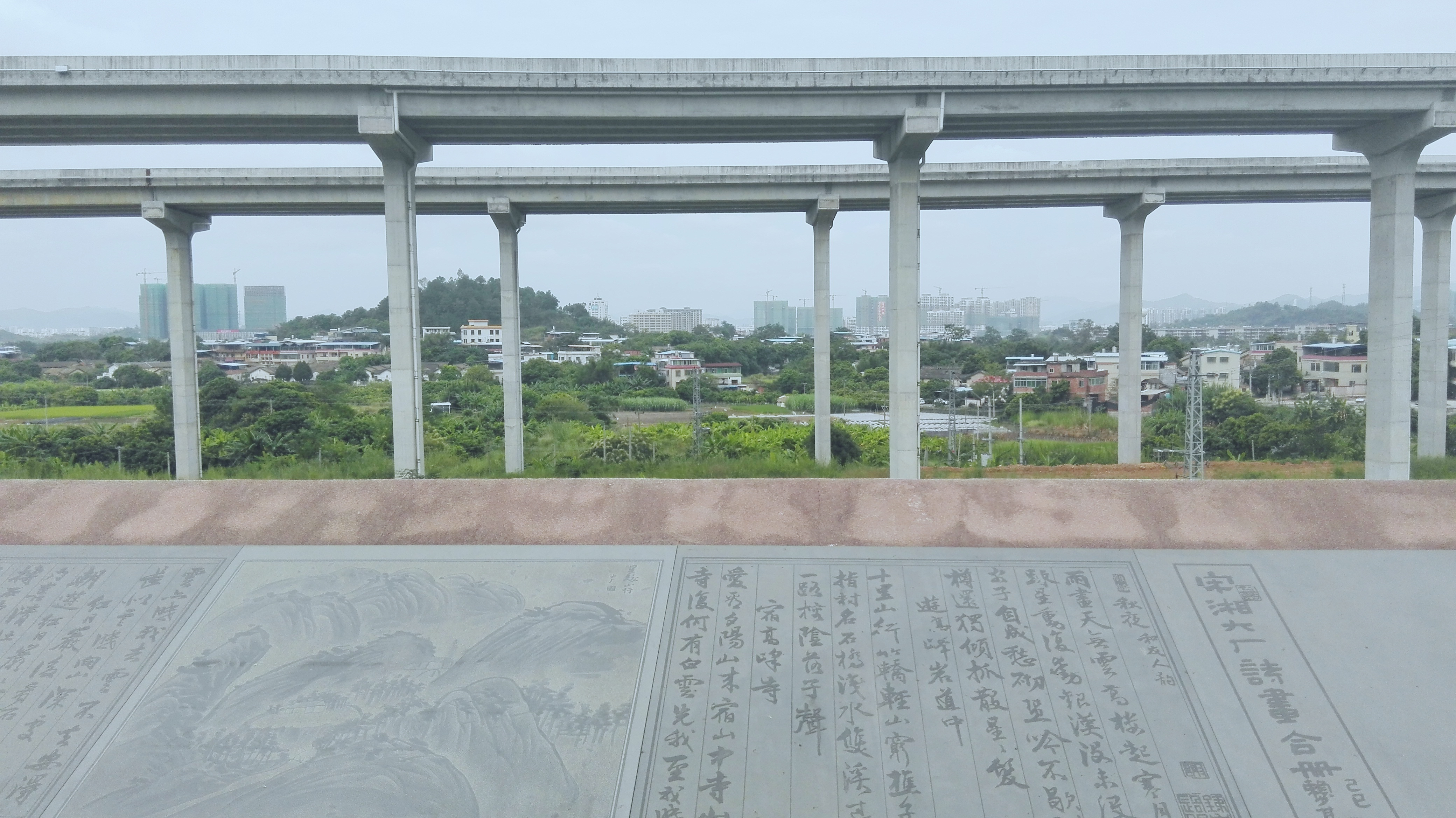
从梅江区泮坑公园远望的梅江区待开发新城区景象和梅龙高速公路

2012年，全区生产总值比增11.5%；公共财政预算收入比增20.4%，增幅居全市第二。
2021年，梅江區實現地區生產總值（含市直）287.12億元，同比增長4.3%；實現規模以上工業增加值（含市直）115.09億元，同比增長8.2%。人均地區生產總值65733元，比上年增長4.1%。

### 农牧业
梅江区重点建设生猪、蔬菜、花卉、水果、梅州金柚、水产五类优质农产品基地。至2004年底，梅江区建立梅州金柚基地12个、脐橙基地2个、甜枣基地2个、油茶基地2个、百亩连片蔬菜基地12个、百亩连片花卉基地3个（高档花卉基地面积达1000多亩）、生猪生产基地15个，培育市级农业龙头企业5家。此外，梅江区有养殖面积近万亩，休闲垂钓为该区渔业发展之亮点，已形成黄坑水库、温坑水库、碧峰庵水库等连片观赏休闲垂钓渔业带，蓄水灌溉工程399个，其中水库25座，其中小一型水库5个，小二型水库20个，蓄水库容达2187.5万立方米；农田有效灌溉面积达90% 。

### 生产业
梅江区主要有电路板、机电、建材、酒饮料、食品加工等工业产业，2005年梅江区工业总产值高出“九五”时期8.29个百分点 。

### 服务业
梅江区重点发展商流业、餐饮业、城郊农业、旅游业。该区服务业占总产业结构的六成以上。梅江区建设有环市北路市场区，建成了运兴、太兴批发市场等大型综合批发市场 7 个，各类专业市场一大批，汽车销售公司有30多家，是梅州全市乃至闽、粤、赣周边地区重要的商品集散中心和物流配送基地。该区注重引导同类产品集中经营，建设有摩托车、廉价商品、服装等品牌专卖店以及电脑城等专业街销售商场。

## 文化与教育
梅江区是梅州市的中心地带，有“文化之乡”，“足球之乡”，“华侨之乡”之称。区内有一所本科院校嘉应学院，有东山中学、梅州中学等初高级中学。

## 名人
- 黃遵憲，中国外交家、教育家、爱国诗人。
- 朱云卿，中国工农红军第一方面军参谋长。
- 李国豪，中国桥梁专家。
- 黎尚豪，淡水藻类学家。

## 旅游景观

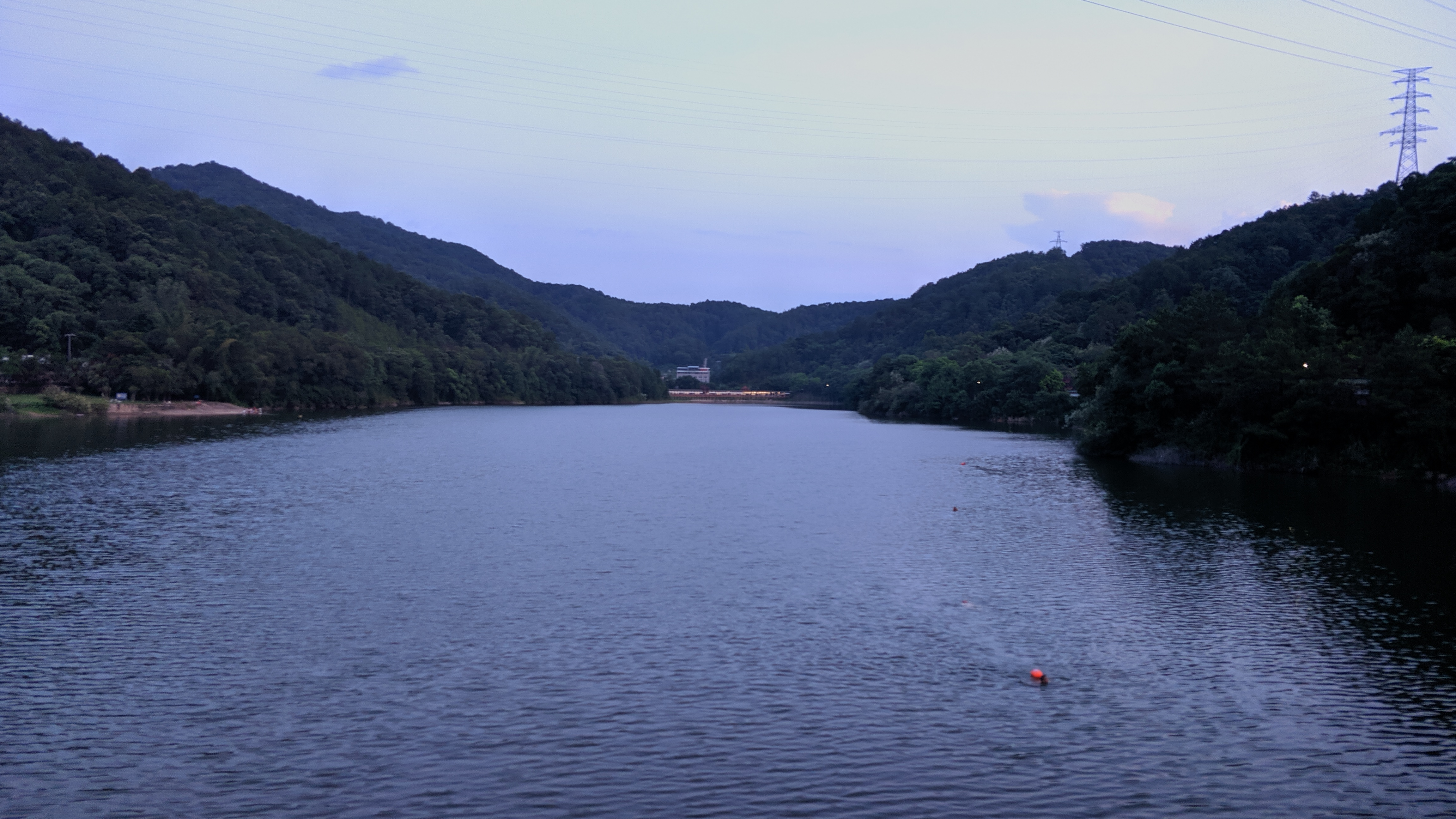
梅州泮坑水库全景

全区现有国家4A级景区1家，3A级景区2家。区内有人境庐、千佛塔、东山书院、梅江桥、梅州学宫、八角亭等各级文物保护单位14处和泮坑公王、义孚堂等众多未定级文物，此外还有归读公园、清凉山郊野公园、百岁山郊野公园、剑英公园、亲水公园、芹洋湿地公园、马鞍山公园以及国家4A级景区“客天下”、爱丽丝庄园、梅水谣等休闲景点。有席狮舞、五句板、梅城山歌、舞龙、金狮、闹八音、拜“孔圣人”等33项区级非物质文化遗产保护项目。

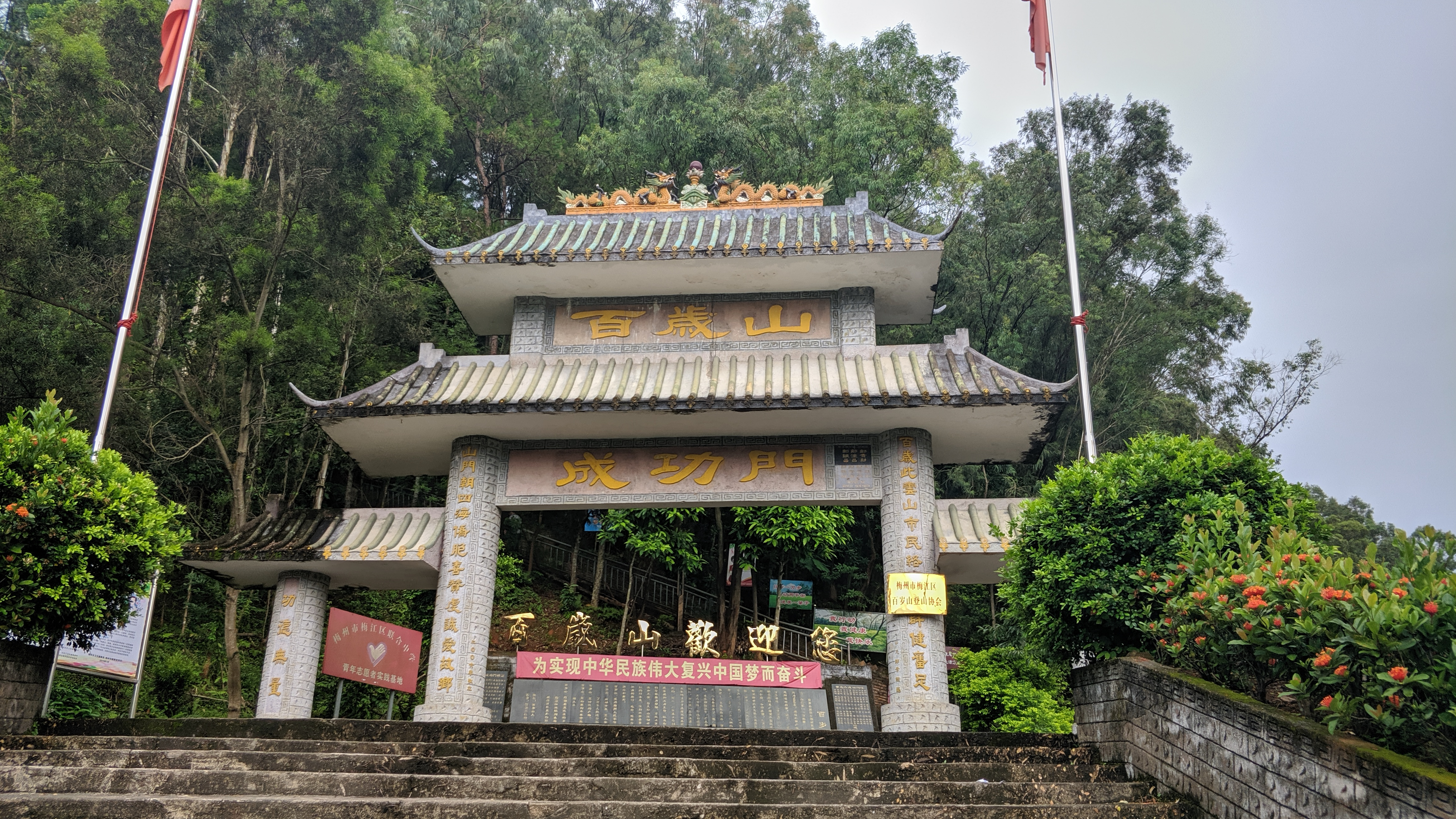

2019年3月6日，中央宣传部、财政部、文化和旅游部、国家文物局公布《革命文物保护利用片区分县名单（第一批）》名单，梅江区在其中。

## 交通
梅江区近年来重点推进梅平高速、客都大桥、罗乐大桥等重点工程建设，均已建成通车。新建农村公路25公里，建设和改造交通项目19个。205国道，206国道，广梅汕铁路，梅坎铁路，梅汕高铁和梅河、梅州环城、梅龙、梅汕高速公路等均贯穿全区。梅县机场亦位于梅江区境内。接下来将重点推进罗乐大桥至S333线（梅湖路）连接线、外环路、学子大道延长线和剑英公园大道延长线等，完善城市路网。